# Jordanoleiopus fenestrella
Jordanoleiopus fenestrella là một loài bọ cánh cứng trong họ Cerambycidae.